# مذهب كوني

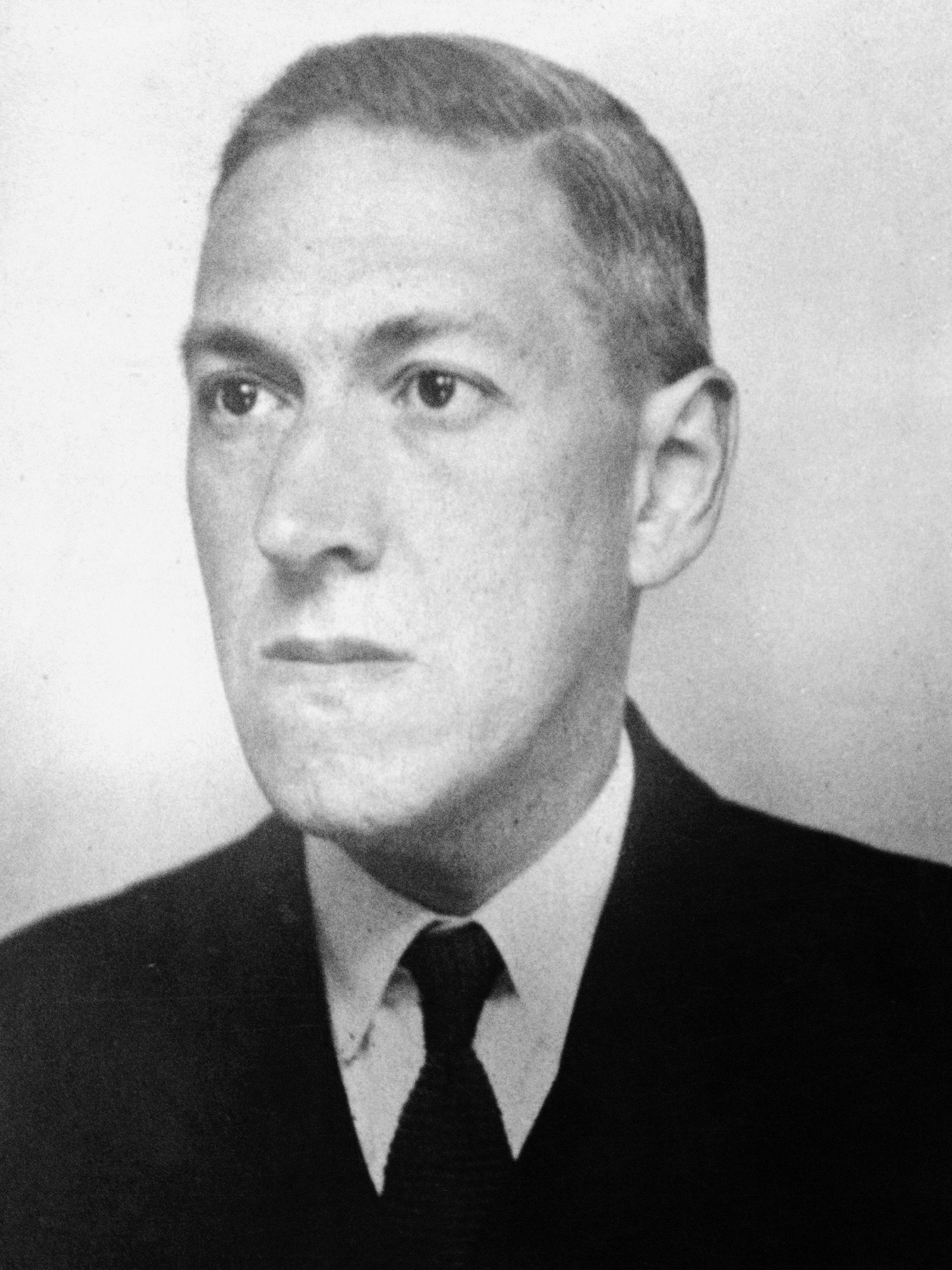
هوارد فيليبس لافكرافت، كاتب ومبدع الكونية.

الكونية هي تمسية المؤلف الأمريكي هوارد فيليبس لافكرافت للفلسفة الأدبية التي طورها واستخدمها في رواياته. كان لافكرافت كاتبًا لقصص الرعب التي تتضمن ظواهر غامضة مثل التملك النجمي وتمازج الأجناس الفضائية، وقد ساهمت موضوعات رواياته مع مرور الزمن في تطوير هذه الفلسفة.
يتم شرح فلسفة الكونية على أنها فكرة أنه "لا يوجد وجود إلهي يمكن التعرف عليه، مثل الإله، في الكون، وأن البشر لا أهمية لهم بشكل خاص في المخطط الأكبر للوجود بين المجرات". الموضوع الأبرز هو خوف البشرية من عدم أهميتها في كون كبير غير مفهوم: خوف من الفراغ الكوني.